# +44
A +44 (vagy más néven Plus 44 illetve (+44)) egy amerikai rockegyüttes. Az együttes az Egyesült Királyság előhívószámát kapta nevéül annak okán, hogy a két alapító tag (Mark és Travis) itt beszéltek először arról, hogy megalapítsák az akkor még név nélküli +44-t.

## Története
Miután Markus Allan Hoppus és Travis Landon Barker előző csapata feloszlott (blink-182), új számokat kezdtek el rögzíteni, teljesen elektronikus módon, Mark ebédlőjében és Travis pincéjében. Elektromos dobot, gitárokat, szintetizátorokat és a samplert egy számítógéphez csatlakoztatták és így rögzítették a számokat. Eleinte elektronikus csapatként kezdtek el számokat írni, elkészítettek pár demot.
Travis időközben előjött egy olyan ötlettel, hogy egy női vokál jó lenne, így régi barátját, Carol Hellert felkérték, hogy legyen az együttes gitárosa és énekes is egyben. 2005 őszén, mivel a zenét hiányosnak találták egy gitárral, a másodgitáros posztjára ugyancsak egy Barker barátot hívtak meg, Shane Gallagher (The Nervous Return). Októberben egy saját tulajdonú stúdióba vonultak és a számokat már profi eszközökkel kezdték el rögzíteni. Ekkor történt, hogy az együttest családi és egyéb okok miatt Carol Heller elhagyta. Craig Fairbaugh-t hívták segítségül. 2006 nyarán rögzítették első stúdióalbumukat, mely november 14-én látott napvilágot.

## Tagok
- Mark Hoppus – ének, basszusgitár (2005–napjainkig)
- Travis Barker – dob, ütősök (2005–napjainkig)
- Shane Gallagher – gitár (2006–napjainkig)
- Craig Fairbaugh – gitár, háttérvokál (2006–napjainkig)

### Korábbi tagok
- Carol Heller – ének, gitár (2005–2006)

### Kiegészítő tagok
- Gil Sharone – Barkert helyettesítette, amikor a dobosnak megsérült a karja (2006–2007)
- Victoria Asher – ének a "Make You Smile" című számnál a Honda Civic Tour alatt (2007)

## Diszkográfia

### Albumok
| Megjelenés dátuma  | Cím                           | Kiadó              |
| ------------------ | ----------------------------- | ------------------ |
| 2006. november 14. | When Your Heart Stops Beating | Interscope Records |

### Válogatáslemezeken szereplő számok
| Megjelenés dátuma | Cím                                                | Kiadó              | +44 szám                        |
| ----------------- | -------------------------------------------------- | ------------------ | ------------------------------- |
| 2006              | Kevin & Bean's Super Christmas                     | KROQ-FM            | "Christmas Vacation"            |
| 2006              | MTV Presents Laguna Beach: Summer Can Last Forever | Interscope Records | "When Your Heart Stops Beating" |
| 2007              | MySpace Tribute to The Smashing Pumpkins           | MySpace Records    | "I Am One"                      |
| 2007              | Punk Goes Acoustic 2                               | Fearless Records   | "Baby Come On" (akusztikus)     |

### Promó CD-k/bakelitlemezek
| Megjelenés dátuma | Cím                                           | Formátum           |
| ----------------- | --------------------------------------------- | ------------------ |
| 2005              | "No, It Isn't"                                | CD                 |
| 2006              | "Cliff Diving"                                | 7"-os bakelitlemez |
| 2006              | "Lycanthrope"                                 | 7"-os bakelitlemez |
| 2006              | "When Your Heart Stops Beating Album Sampler" | CD                 |

### Letölthető számok
- iTunes Foreign Exchange – a Wir sind Helden együttes "Guten Tag" című számát dolgozták fel

### Remixek
- "When Your Heart Stops Beating" (Elektronikus remix)
- "Little Death" (Chris Holmes mix)

### Kiadatlan számok

#### Demók
- "Make You Smile"
- "Little Death"
- "Cliffdiving"

#### Élő feldolgozások
- "The Metro" (eredetileg a Berlin együttestől)
- "Nervous Breakdown" (eredetileg a Black Flag együttestől)
- "What's My Age Again?" (eredetileg a blink-182 együttestől)
- "The Rock Show" (eredetileg a blink-182 együttestől)
- "Dammit" (eredetileg a blink-182 együttestől)

## Idézetek
A hivatalos honlapon, indulása előtt 10 idézet jelent meg:
| Mikor | Idézet                                             | Miből?         |
| ----- | -------------------------------------------------- | -------------- |
| 2005  | Musical masterpiece in progress. Please be patient | n/a            |
| 2005  | No, It Isn't                                       | No, It Isn't   |
| 2006  | The past is only the future with the lights on     | Baby Come On   |
| 2006  | She's a pretty girl. She's always falling down     | Baby Come On   |
| 2006  | Fall asleep with the windows open                  | Little Death   |
| 2006  | Our bare feet were framed on the horizon           | Cliffdiving    |
| 2006  | Burn down something beautiful                      | No, It Isn't   |
| 2006  | I only want to make you smile                      | Make You Smile |
| 2006  | Little Death                                       | Little Death   |
| 2006  | Dear you, tonight let's get ahead of ourselves     | Cliffdiving    |